# República Popular da Hungria
A República Popular da Hungria (em húngaro: Magyar Népköztársaság) foi o nome oficial da Hungria entre 1949 e 1989, coincidindo com o seu período de governo comunista.

## Origens: da Segunda República Húngara à ocupação soviética
No final da Segunda Guerra Mundial a URSS expulsou da Hungria as forças de ocupação do Terceiro Reich, ficando o exército soviético como força militar em território húngaro. A URSS despregou uma importante propaganda pró-soviética com o objetivo de influenciar as eleições legislativas de 1945, que se realizaram justo após o fim da guerra, e legitimar assim o mantimento das suas tropas no país. O Partido Comunista Húngaro (MKP), porém, atingiu apenas 17% dos votos, enquanto a coligação Partido Independente Cívico de Pequenos Proprietários e Trabalhadores Agrários (FKGP), de ideologia agrarista e conservadora, obteve 57% dos apoios, convertendo o seu líder Zoltán Tildy no Primeiro-Ministro da Segunda República Húngara. O MKP, contudo, utilizando a táctica do salame, denominada assim pelo seu líder, Mátyás Rákosi, que consistia em ir eliminando a oposição passo a passo, conseguiu introduzir-se devagar no aparato de Estado.
Em 1 de fevereiro de 1946, Tildy foi nomeado Presidente da República e abandonou o cargo de Primeiro-Ministro, que passou a Ferenc Nagy, também do FKGP. Isso favoreceu que mês e meio depois, em 20 de março, o marechal soviético no país, Kliment Voroshilov, pudesse obrigar o governo a entregar uma significativa porção do poder executivo ao MKP. Como resultado imediato, Mátyás Rákosi foi nomeado Primeiro-Ministro assistente e László Rajk Ministro do Interior, desde onde criou e desenvolveu a Államvédelmi Hatóság (ÁVH), a polícia política que no sucessivo se encarregaria de eliminar a oposição ao MKP.
Em 1947, a ÁVH começou a deter e expulsar os líderes do FKGP, entre eles Anna Kéthly, Ferenc Nagy ou István Szabó, de maneira que o MKP ganhou peso progressivamente. Em 1948, a única oposição ao MKP era o Partido Social-Democrata da Hungria (SZDP). Neste caso, o conflito soluciona-se fusionando os dois partidos, o que dá origem ao Partido dos Operários Húngaros (MDP) sem que, porém, deixem de produzir-se novas detenções de líderes social-democratas como Béla Kovács, que foi deportado à Sibéria.
Com o controlo absoluto do país nas mãos do novo MDP, o país é renomeado República Popular da Hungria, promulgando-se uma nova constituição em 18 de agosto de 1949 muito similar à constituição da URSS de 1936. Nela, o socialismo será estabelecido como objetivo principal da nação.

## O governo de Mátyás Rákosi: 1949-1953

### Repressão e controlo
O novo Estado, sob o controlo do MDP e do seu líder, Rákosi, experimentou um rápido crescimento da repressão. Em concreto, a ÁVH realizou uma série de expurgos através das quais expulsou ou executou os dissidentes, qualificados de titoístas ou agentes ocidentais. Entre as vítimas encontrou-se inclusive László Rajk, fundador da ÁVH e que, na altura, desde o Ministério de Assuntos Exteriores, disputava o poder a Rákosi. Rajk foi acusado de tentar um golpe de estado contra o próprio Rákosi e contra Ernő Gerő, o segundo homem no Partido.

### Educação e Religião

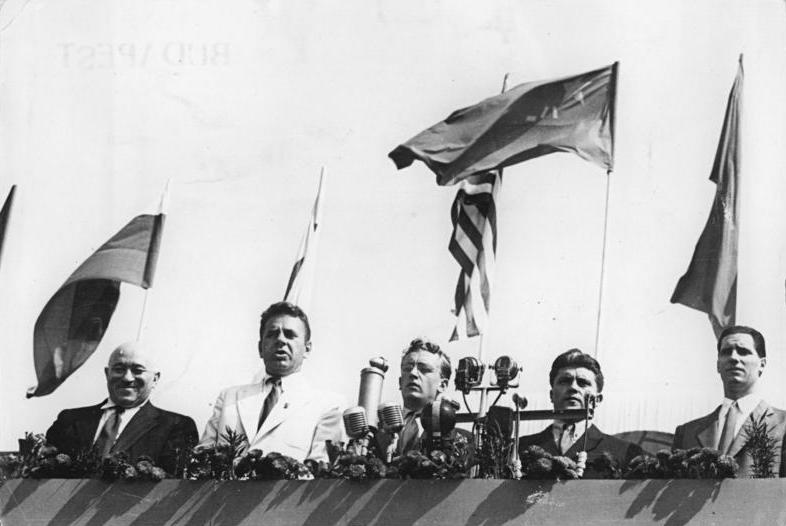
À esquerda, Rákosi, durante o II Festival Internacional da Juventude e dos Estudantes, celebrado em 1949

O âmbito educativo foi um dos principais objetivos do novo Estado: o Ministério de Educação e Religião, dirigido por József Darvas, tornou obrigatório o estudo da língua russa e do marxismo tanto em escolas como em universidades, com o objetivo de originar uma intelligentsia ao serviço do Partido. Ademais, as escolas de gramática foram transformadas em institutos técnicos industriais e agrícolas, em universidades económicas e em escolas de formação para mestres, proporcionando assim muitos dos técnicos necessários para as novas funções que exigia o plano quinquenal aprovado pelo governo. Para atingir esta transformação, no fim de 1951 havia já 107 novos livros de estudo, dos quais 61 eram traduções dos empregados na URSS. E, ademais, o número de estudantes incrementou-se em 30 mil num período de cinco anos.
Por outra parte, o Estado também se enfrentou à Igreja Católica, chegando mesmo a arrestar e condenar a cadeia perpétua o cardeal József Mindszenty, acusado de traição.

### Economia
No âmbito económico, Hungria tinha aceitado pagar reparações de guerra por valor de 300 milhões de dólares à URSS, Tchecoslováquia e Iugoslávia, o que constituía, segundo estimações do Banco da Hungria em 1946, entre 19% e 22% do ingresso anual nacional.
Ao mesmo tempo, a moeda nacional, o pengő, experimentou uma fortíssima depreciação que teve, como consequência, a maior taxa histórica de hiperinflação conhecida: 41 900 000 000 000 000% (4,19 × 1016) por mês, o que, na prática, significava que os preços se duplicavam a cada 15 horas. Para fazer fronte a esta situação, chegaram-se a emitir notas por valor de 100 trilhões de pengő (1020), a maior de toda a história para uma nota em circulação legal. Nesta situação, os salários reais tinham caído 90% em 1949.
Perante esta situação, em parte herdada da guerra mundial, a Hungria decidiu aderir ao Conselho para Assistência Econômica Mútua (COMECON), a resposta soviética ao Plano Marshall dos Estados Unidos, desde a sua fundação em 1949. Durante os quatro seguintes anos, o ingresso nacional per capita aumentou.

## O governo de Imre Nagy: 1953-1955

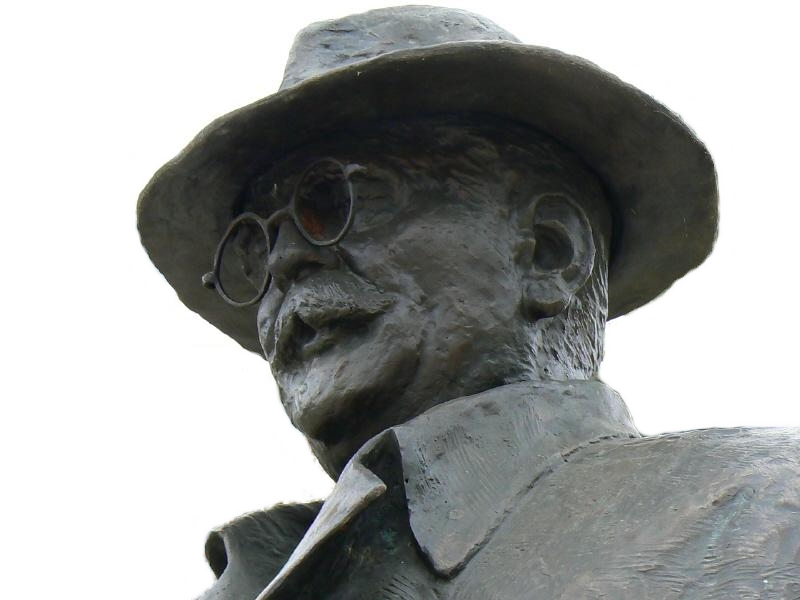
Imre Nagy

As dificuldades de Mátyás Rákosi para controlar a economia, embora as ajudas do COMECON, tornaram o seu governo cada vez mais impopular. Em 1953, após a morte de Josef Stalin, Rákosi será relevado por Imre Nagy na chefia do Estado, ainda que manteve o seu cargo como secretário-geral do MDP.
Com a sua chegada ao poder, Nagy prometeu aumentar a produção e a distribuição de bens de consumo, mas uma das suas fundamentais manobras políticas foi a de remover o controlo estatal dos meios de comunicação, encorajando o debate público sobre as necessárias reformas políticas e económicas, incluindo a libertação de significativos membros da oposição ao MDP e, nomeadamente, a possibilidade de a Hungria abandonar o Pacto de Varsóvia. Nagy contava com a aprovação de Georgi Malenkov, que após a desaparição de Stalin se tinha convertido em secretário-geral do PCUS e em presidente da URSS, mas isso não evitou os ataques que Rákosi dirigiu contra Nagy desde o MDP: em 9 de março de 1955, o Comité Central do MDP condenou Nagy por "desviação dereitista". Os jornais húngaros aderiram aos ataques e responsabilizaram-no dos problemas económicos do país, que não tinham melhorado em dois anos. Ademais, a queda de Malenkov na URSS também fez com que a relaxação política de Nagy fosse mal considerada pelo Partido Comunista da URSS. Em 18 de abril, a Assembleia Nacional decidiu por unanimidade revogá-lo do seu cargo de presidente da República Popular, afastando-o mesmo do Partido, o que possibilitou que Rákosi volvesse assumir o poder do Estado.

## O segundo governo de Mátyás Rákosi: 1955-1956
O segundo governo de Rákosi não durou. Em fevereiro de 1956, o então primeiro-secretário do Comité Central do PCUS, Nikita Khrushchev, denunciou as políticas de Stalin, o Grande Expurgo e o culto à personalidade. Khruschev condenou mesmo o processo pelo que László Rajk tinha sido executado, e, em 18 de julho de 1956, pouco mais de um ano após regressar ao poder, Rákosi foi expulso do seu cargo por ordens vindas da União Soviética.

## O governo de Ernő Gerő: 1956
O governo de Ernő Gerő foi ainda mais curto que o segundo governo de Rákosi. Colocado na chefia do Estado após a condena de Rákosi pela URSS, durante o seu mandato, em 3 de outubro de 1956, o Comité Central do MDP declarou que as condenas de traição de László Rajk, György Pálffy, Tibor Szőnyi e András Szalai tinham sido erradas, e volveu admitir Imre Nagy como membro do Partido.

### Repressão durante a Revolução de 1956

Bandeira utilizada pelos insurgentes em 1956, onde se destaca o espaço cortado que na bandeira oficial ocupava o brasão comunista

O reconhecimento dos erros pelo Comité Central do MDP e a saída de Mátyás Rákosi do poder não reduziram a pressão social contra o governo da República Popular. Apenas uns dias depois, em 23 de outubro, produziu-se uma manifestação pacífica de estudantes em Budapeste, através da qual se exigia o fim da ocupação militar soviética, entre outras medidas. A ÁVH dispersou a multidão com gás lacrimógeno e realizou algumas detenções. Quando outros estudantes tentaram evitar as detenções e mesmo libertar as pessoas detidas, a polícia utilizou fogo real contra os manifestantes, o que produziu motins por toda a capital.
Em consequência, tropas soviéticas entraram na cidade atirando em protestantes na Praça do Parlamento. Os meios de comunicação publicaram a morte de doze pessoas e a estimação de 170 feridas. Em resposta, o Comité Central do MDP depôs Gerő e nomeou novamente o reformista Imre Nagy como presidente da República Popular.

## Segundo governo de Imre Nagy: outubro-novembro de 1956
A comunicação do nomeamento de Nagy e a promessa de uma profunda democratização e do respeito às especificidades húngaras para atingir o socialismo, que na prática significava separar-se da posição dominante da URSS, bem como a promessa de uma melhora radical das condições de vida conseguiram acalmar os protestos.

### A rápida abertura política
Os movimentos políticos sucedem-se rapidamente. Em 28 de outubro, Nagy e um grupo de partidários, entre os quais János Kádár, Géza Losonczy, Antal Apró, Károly Kiss, Ferenc Münnich e Zoltán Szabó conseguiu controlar o Comité Central do Partido dos Operários Húngaros. Por toda a Hungria surgem conselhos operários revolucionários e comités locais. Ademais, jornais como Szabad Nép (Gente Livre) e outros meios, como Rádio Miskolc, saúdam a formação de um novo governo e criticam a presença das tropas soviéticas no país.
Dois dias mais tarde, em 30 de outubro, Nagy anuncia que libertará o cardenal József Mindszenty e outros pressos políticos, abolindo assim o sistema de partido único. Na sequência destas declarações, Zoltán Tildy, Anna Kéthly e Ferenc Farkas anunciam, respetivamente, a restituição do Partido dos Pequenos Proprietários (FKGP) e do Partido Social-Democrata (SZDP) e a fundação do Petőfi como novo partido que recolhe a ideologia do extinto Partido dos Camponeses.
A decisão mas polémica do governo de Nagy é tomada apenas uns dias depois. Em 1 de novembro é anunciado que a República Popular da Hungria abandona o Pacto de Varsóvia e proclama a sua neutralidade, pedindo às Nações Unidas uma intervenção na disputa com a União Soviética.
Finalmente, em 3 de novembro, apenas dois dias mais tarde, Nagy anuncia um governo de concentração com a presença de comunistas (János Kádár, Georg Lukács e Géza Losonczy), de membros do FKGP (Zoltán Tildy, Béla Kovács e István Szabó), de membros do SZDP (Anna Kéthly, Gyula Keleman, Joseph Fischer) e do Petőfi (István Bibó e Ferenc Farkas).

### Ataque da URSS

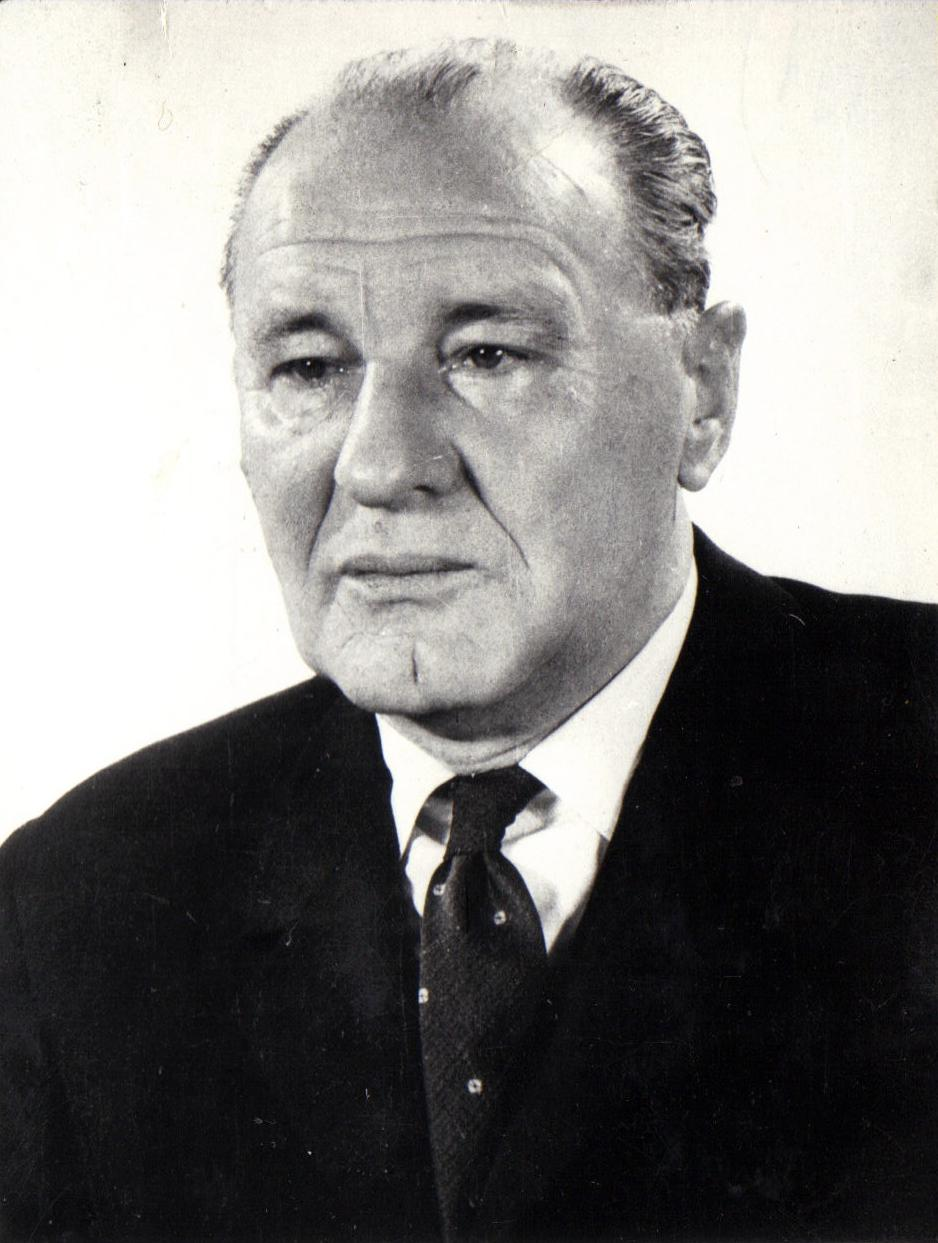
János Kádár

O governo da União Soviética, que assistia com preocupação crescente aos acontecimentos derivados da revolução húngara, decidiu, em 4 de novembro, ativar o Exército Vermelho na Hungria. Os tanques soviéticos capturaram imediatamente as infraestruturas de aviação e transporte rodoviário. Produziram-se enfrentamentos por todo o país, dos quais as tropas húngaras saíram rapidamente derrotadas.
Em consequência, Imre Nagy é detido e o seu governo desconvocado e maioritariamente encarcerado. A URSS coloca na chefia do Estado o comunista János Kádár.

## O governo de János Kádár: 1956-1988
As primeiras medidas de Kádár foram contrárias às promessas aperturistas de Nagy. O seu governo conduziu uma importante repressão contra os dissidentes, resultando encarcerados por volta de 13 mil e executados por volta de 400. Porém, a meados da década de 1960, Kádár anunciou uma nova política de controlo baseada no lema "Quem não esteja contra nós, estará conosco", uma variação do lema de Rákosi "quem não está conosco está contra nós". Em consequência, declarou uma anistia geral e, gradualmente, tratou de corrigir os excessos da polícia secreta e introduziu um novo curso relativamente liberal nos âmbitos cultural e económico, visando assim reduzir a hostilidade que, após a revolução de 1956, se tinha instalado contra o seu regime. A variante de comunismo estabelecida por Kádár por meio do Novo Mecanismo Econômico ficou conhecida como comunismo goulash (em húngaro: gulyáskommunizmus) em referência ao prato típico da culinária húngara, o gulache, caracterizado por incluir ingredientes muito diversos que, metaforicamente, se correspondem com a diversidade de elementos ideológicos e práticos que pôs em funcionamento a nova política de Kádár, cada vez mais afastada da ortodoxia marxista-leninista.

Brasão da RP da Hungria desde 1957 até 1989, coincidente com o governo de János Kádár

No âmbito económico, esta nova política concretou-se no Novo Mecanismo Económico, aprovado pelo Comité Central do que então era já novamente o partido do poder, o Partido Socialista Operário Húngaro (MSzMP). O Novo Mecanismo Económico tinha como objetivo aprimorar a economia, incrementando a produtividade, tornando o país competitivo nos mercados internacionais, e criando prosperidade económica para promover uma maior estabilidade política. Durante os seguintes vinte anos, o governo de Kádár respondeu progressivamente às pressões por reformas políticas e económicas.
A mudança para o capitalismo, contudo, não foi definitivo e nos primeiros anos da década de 1980, Kádár limitou a liberalização política e económica e favoreceu o comércio com o bloco soviético.

## Transição para uma democracia ocidental
Para 1988, uma série de intelectuais à margem do MSzMP, radicados em Budapeste, ganharam peso na exigência de reformas políticas. Alguns deles converteram-se em democratas reformistas, enquanto outros fizeram parte de novos partidos políticos. Nesta época foram constituídas a Federação de Jovens Democratas (Fidesz), a Associação dos Democratas Livres (SzDSz) e o Fórum Democrático Húngaro (MDF). O ativismo cívico atingiu níveis desconhecidos desde a revolução de 1956.
Em consequência, Kádár foi afastado do poder e substituído no Comité Central do MSzMP por Imre Pozsgay, um comunista reformador. Poucos meses antes, o seu homem na Chefia do Conselho de Ministros, György Lázár foi substituído por Károly Grósz. No mesmo ano, o parlamento aprovou um "pacote democrático", que incluía pluralismo sindical, liberdade de associação, de reunião e de imprensa, uma nova lei eleitoral, e uma revisão radical da Constituição. A Hungria deu início, então, às reformas económicas e ao processo de reatamento com a Europa Ocidental, tendo por meta aderir à União Europeia. Em fevereiro de 1989, o comitê central aprovou o princípio do sistema político pluripartidário. Um acordo concluído em abril de 1989 determinou a retirada das tropas soviéticas até junho de 1991.
O momento pivotal veio em junho de 1989, quando a nação deu nova e solene sepultura a Imre Nagy e, simbolicamente, a todas as vítimas da Revolução de 1956. Uma mesa redonda nacional reuniu os novos partidos e alguns antigos, recriados (como o dos Pequenos Proprietários e o dos Social-Democratas), bem como os comunistas, para discutir a reforma da constituição e os preparativos para as eleições livres.
Em outubro, o MSzMP reuniu o seu último congresso e transformou-se no Partido Socialista Húngaro (MSzP). Numa sessão histórica também em outubro, o Parlamento determinou a convocação de eleições parlamentares pluripartidárias e de uma eleição presidencial direta. A nova legislação converteu a República Popular da Hungria na República da Hungria, garantiu os direitos humanos e civis e criou uma estrutura institucional que assegurava a separação dos poderes. A nova República foi oficialmente declarada em 23 de outubro de 1989, aniversário da Revolução de 1956, sob a presidência de Mátyás Szűrös.